# Kézilabda a 2005. évi nyári európai ifjúsági olimpiai fesztiválon
A 2005. évi nyári európai ifjúsági olimpiai fesztiválon a kézilabda mérkőzéseket július 4. és 8. között rendezték San Vito al Tagliamentóban. A fesztiválon csak női válogatottaknak rendeztek versenyt.

## Érmesek
| A 2005. évi nyári európai ifjúsági olimpiai fesztivál érmesei női kézilabdában | A 2005. évi nyári európai ifjúsági olimpiai fesztivál érmesei női kézilabdában | A 2005. évi nyári európai ifjúsági olimpiai fesztivál érmesei női kézilabdában | A 2005. évi nyári európai ifjúsági olimpiai fesztivál érmesei női kézilabdában |
| --- | --- | --- | ------------------------------------------------------------------------------ |
| Arany | Ezüst | Bronz |                                                                                |
| Oroszország | Norvégia | Dánia |                                                                                |
| Anna Punko Olga Chernoivanenko Maria Anikina Natalia Drygina Ekaterina Davidenko Kristina Nedopekina Tamara Karpenko Ekaterina Leshina Liubov Arishina Nadezda Shtanko Nadezda Vishnyakova Evgenia Zhulkina Anna Ivanova Svetlana Karpova | Christina O'sullivan Marthe Reinkind Pia Christine Narvesen Pernille Wibe Anne Sofie Oesterud Karoline Fredriksen Karoline Oegaard Charlotte Mordal Tora Berg Uppstroem Nina K. Sollie Alma Hasanic Marie Aaida Aina Eide Oda Madsen | Mie Augustesen Anne Katrine Ostergaard Sabina Kristine Rausmussen Kristina Kristiansen Mia Boesen Stina Eriksen Louise Lyksborg Stine Nyegaard Cecile Frisk Rasmussen Vibeke Bay Sorensen Susan Thorsgaard Kirsten Balle Stine Bonde Jensen Natasha Bulow-Olsen |                                                                                |

## Csoportkör

### A csoport
| Csapat      | M | Gy | D | V | G+  | G-  | Gk  | P |
| ----------- | - | -- | - | - | --- | --- | --- | - |
| Szlovénia   | 3 | 3  | 0 | 0 | 102 | 69  | +33 | 6 |
| Oroszország | 3 | 2  | 0 | 1 | 86  | 68  | +18 | 4 |
| Ausztria    | 3 | 1  | 0 | 2 | 83  | 84  | –1  | 2 |
| Olaszország | 3 | 0  | 0 | 3 | 61  | 111 | –50 | 0 |

| 2005. július 4. 09:30 | Ausztria             | 28–31       | Oroszország           | San Vito al Tagliamento Játékvezetők: Vanja Dimtirijevic, Jelena Akovljevic (SCG) |
| 2005. július 4. 09:30 | Laura Magelinskas 10 | (10–14)     | Olga Chernoivanenko 6 | San Vito al Tagliamento Játékvezetők: Vanja Dimtirijevic, Jelena Akovljevic (SCG) |
| 2005. július 4. 09:30 | 3× 3×                | Jegyzőkönyv | 3× 4×                 | San Vito al Tagliamento Játékvezetők: Vanja Dimtirijevic, Jelena Akovljevic (SCG) |

| 2005. július 4. 11:30 | Olaszország        | 23–47       | Szlovénia                             | San Vito al Tagliamento Játékvezetők: Morten Den Madsen, Peter Den Hansen (DEN) |
| 2005. július 4. 11:30 | Ileni Furlanetto 5 | (11–24)     | Maj Son, Ines Kaltak, Spel Peterlin 7 | San Vito al Tagliamento Játékvezetők: Morten Den Madsen, Peter Den Hansen (DEN) |
| 2005. július 4. 11:30 | 7× 2×              | Jegyzőkönyv | 4× 2×                                 | San Vito al Tagliamento Játékvezetők: Morten Den Madsen, Peter Den Hansen (DEN) |

| 2005. július 5. 09:30 | Oroszország                       | 33–16       | Olaszország       | San Vito al Tagliamento Játékvezetők: Roc Kikel, Roc Zupan (SLO) |
| 2005. július 5. 09:30 | Olga Chernoivanenko, Anna Punko 6 | (16–9)      | Michela Pagliei 4 | San Vito al Tagliamento Játékvezetők: Roc Kikel, Roc Zupan (SLO) |
| 2005. július 5. 09:30 | 7× 2×                             | Jegyzőkönyv | 5× 2×             | San Vito al Tagliamento Játékvezetők: Roc Kikel, Roc Zupan (SLO) |

| 2005. július 5. 11:30 | Ausztria            | 24–31       | Szlovénia       | San Vito al Tagliamento Játékvezetők: Alexander Smirnov, Igor Emelianov (RUS) |
| 2005. július 5. 11:30 | Laura Magelinskas 7 | (7–13)      | Urska Videnic 8 | San Vito al Tagliamento Játékvezetők: Alexander Smirnov, Igor Emelianov (RUS) |
| 2005. július 5. 11:30 | 4× 2× 1×            | Jegyzőkönyv | 10× 3×          | San Vito al Tagliamento Játékvezetők: Alexander Smirnov, Igor Emelianov (RUS) |

| 2005. július 6. 09:30 | Ausztria             | 31–22       | Olaszország       | San Vito al Tagliamento Játékvezetők: Vanja Dimtirijevic, Jelena Akovljevic (SCG) |
| 2005. július 6. 09:30 | Laura Magelinskas 10 | (15–12)     | Michela Pagliei 5 | San Vito al Tagliamento Játékvezetők: Vanja Dimtirijevic, Jelena Akovljevic (SCG) |
| 2005. július 6. 09:30 | 1× 3×                | Jegyzőkönyv | 4× 3×             | San Vito al Tagliamento Játékvezetők: Vanja Dimtirijevic, Jelena Akovljevic (SCG) |

| 2005. július 6. 11:30 | Oroszország                       | 22–24       | Szlovénia                                      | San Vito al Tagliamento Játékvezetők: Matteo Albergoni, Gennaro Longobardi (ITA) |
| 2005. július 6. 11:30 | Olga Chernoivanenko, Anna Punko 6 | (11–13)     | Lina Krhlikar, Alja Jankovic, Speta Peterlin 4 | San Vito al Tagliamento Játékvezetők: Matteo Albergoni, Gennaro Longobardi (ITA) |
| 2005. július 6. 11:30 | 1× 2×                             | Jegyzőkönyv | 6× 4×                                          | San Vito al Tagliamento Játékvezetők: Matteo Albergoni, Gennaro Longobardi (ITA) |

### B csoport
| Csapat                | M | Gy | D | V | G+ | G- | Gk  | P |
| --------------------- | - | -- | - | - | -- | -- | --- | - |
| Dánia                 | 3 | 3  | 0 | 0 | 76 | 62 | +14 | 6 |
| Norvégia              | 3 | 2  | 0 | 1 | 71 | 60 | +11 | 4 |
| Ukrajna               | 3 | 1  | 0 | 2 | 75 | 78 | –3  | 2 |
| Szerbia és Montenegró | 3 | 0  | 0 | 3 | 71 | 93 | –22 | 0 |

| 2005. július 4. 15:30 | Szerbia és Montenegró | 18–27       | Norvégia         | San Vito al Tagliamento Játékvezetők: Alexander Smirnov, Igor Emelianov (RUS) |
| 2005. július 4. 15:30 | Ivana Stojanovic 6    | (11–12)     | Marth Reinkind 7 | San Vito al Tagliamento Játékvezetők: Alexander Smirnov, Igor Emelianov (RUS) |
| 2005. július 4. 15:30 | 5× 2×                 | Jegyzőkönyv | 6× 2×            | San Vito al Tagliamento Játékvezetők: Alexander Smirnov, Igor Emelianov (RUS) |

| 2005. július 4. 17:30 | Dánia                        | 23–20       | Ukrajna          | San Vito al Tagliamento Játékvezetők: Stefan Stangl, Henxig Kovacic (AUT) |
| 2005. július 4. 17:30 | Sabina Kristine Rausmussen 6 | (13–8)      | Yuliya Zaremba 6 | San Vito al Tagliamento Játékvezetők: Stefan Stangl, Henxig Kovacic (AUT) |
| 2005. július 4. 17:30 | 5× 2×                        | Jegyzőkönyv | 5× 4×            | San Vito al Tagliamento Játékvezetők: Stefan Stangl, Henxig Kovacic (AUT) |

| 2005. július 5. 15:30 | Norvégia          | 17–24       | Dánia            | San Vito al Tagliamento Játékvezetők: Matteo Albergoni, Gennaro Longobardi (ITA) |
| 2005. július 5. 15:30 | Marthe Reinkind 5 | (6–9)       | Mie Augustesen 8 | San Vito al Tagliamento Játékvezetők: Matteo Albergoni, Gennaro Longobardi (ITA) |
| 2005. július 5. 15:30 | 2× 3×             | Jegyzőkönyv | 5× 3×            | San Vito al Tagliamento Játékvezetők: Matteo Albergoni, Gennaro Longobardi (ITA) |

| 2005. július 5. 17:30 | Szerbia és Montenegró                 | 28–37       | Ukrajna                           | San Vito al Tagliamento Játékvezetők: Morten Den Madsen, Peter Den Hansen (DEN) |
| 2005. július 5. 17:30 | Ivana Stojanovic, Sladana Pop Lazic 5 | (16–15)     | Yuliya Zaremba, Liliya Horilska 9 | San Vito al Tagliamento Játékvezetők: Morten Den Madsen, Peter Den Hansen (DEN) |
| 2005. július 5. 17:30 | 6× 4×                                 | Jegyzőkönyv | 9× 3× 1×                          | San Vito al Tagliamento Játékvezetők: Morten Den Madsen, Peter Den Hansen (DEN) |

| 2005. július 6. 15:30 | Szerbia és Montenegró | 25–29       | Dánia                  | San Vito al Tagliamento Játékvezetők: Roc Kikel, Roc Zupan (SLO) |
| 2005. július 6. 15:30 | Ivan Filipovic 7      | (11–13)     | Kristina Kristiansen 8 | San Vito al Tagliamento Játékvezetők: Roc Kikel, Roc Zupan (SLO) |
| 2005. július 6. 15:30 | 3× 2×                 | Jegyzőkönyv | 5× 3×                  | San Vito al Tagliamento Játékvezetők: Roc Kikel, Roc Zupan (SLO) |

| 2005. július 6. 17:30 | Norvégia               | 27–18       | Ukrajna            | San Vito al Tagliamento Játékvezetők: Stefan Stangl, Henxig Kovacic (AUT) |
| 2005. július 6. 17:30 | Christina O'sullivan 9 | (15–10)     | Liliya Horilska 12 | San Vito al Tagliamento Játékvezetők: Stefan Stangl, Henxig Kovacic (AUT) |
| 2005. július 6. 17:30 | 7× 4×                  | Jegyzőkönyv | 4× 3×              | San Vito al Tagliamento Játékvezetők: Stefan Stangl, Henxig Kovacic (AUT) |

## Az 5–8. helyért
| 2005. július 7. 9:30 | Olaszország         | 21–35       | Ukrajna                           | San Vito al Tagliamento Játékvezetők: Roc Kikel, Roc Zupan (SLO) |
| 2005. július 7. 9:30 | Carolina Balsanti 7 | (8–12)      | Yuliya Zaremba, Liliya Horilska 8 | San Vito al Tagliamento Játékvezetők: Roc Kikel, Roc Zupan (SLO) |
| 2005. július 7. 9:30 | 5× 2×               | Jegyzőkönyv | 7× 2×                             | San Vito al Tagliamento Játékvezetők: Roc Kikel, Roc Zupan (SLO) |

| 2005. július 7. 11:30 | Ausztria                                 | 29–28       | Szerbia és Montenegró | San Vito al Tagliamento Játékvezetők: Matteo Albergoni, Gennaro Longobardi (ITA) |
| 2005. július 7. 11:30 | Laura Magelinskas, Stefanie Krottmaier 6 | (13–14)     | Ivan Filipovic 8      | San Vito al Tagliamento Játékvezetők: Matteo Albergoni, Gennaro Longobardi (ITA) |
| 2005. július 7. 11:30 | 8× 3×                                    | Jegyzőkönyv | 5× 3×                 | San Vito al Tagliamento Játékvezetők: Matteo Albergoni, Gennaro Longobardi (ITA) |

### A 7. helyért
| 2005. július 8. 9:30 | Olaszország        | 25–34       | Szerbia és Montenegró         | San Vito al Tagliamento Játékvezetők: Roc Kikel, Roc Zupan (SLO) |
| 2005. július 8. 9:30 | Ileni Furlanetto 7 | (12–19)     | Ana Milacic, Jasna Toskovic 8 | San Vito al Tagliamento Játékvezetők: Roc Kikel, Roc Zupan (SLO) |
| 2005. július 8. 9:30 | 3× 3×              | Jegyzőkönyv | 4× 2×                         | San Vito al Tagliamento Játékvezetők: Roc Kikel, Roc Zupan (SLO) |

### Az 5. helyért
| 2005. július 8. 11:30 | Ukrajna           | 28–41       | Ausztria             | San Vito al Tagliamento Játékvezetők: Matteo Albergoni, Gennaro Longobardi (ITA) |
| 2005. július 8. 11:30 | Yuliya Zaremba 12 | (14–20)     | Laura Magelinskas 12 | San Vito al Tagliamento Játékvezetők: Matteo Albergoni, Gennaro Longobardi (ITA) |
| 2005. július 8. 11:30 | 8× 3×             | Jegyzőkönyv | 5× 3×                | San Vito al Tagliamento Játékvezetők: Matteo Albergoni, Gennaro Longobardi (ITA) |

## Elődöntők
| 2005. július 7. 15:30 | Oroszország  | 30–26 (h. u.)        | Dánia            | San Vito al Tagliamento Játékvezetők: Stefan Stangl, Henxig Kovacic (AUT) |
| 2005. július 7. 15:30 | Anna Punko 8 | (12–13, 25–25,28–26) | Mie Augustesen 7 | San Vito al Tagliamento Játékvezetők: Stefan Stangl, Henxig Kovacic (AUT) |
| 2005. július 7. 15:30 | 5× 2×        | Jegyzőkönyv          | 1× 3×            | San Vito al Tagliamento Játékvezetők: Stefan Stangl, Henxig Kovacic (AUT) |

| 2005. július 7. 17:30 | Szlovénia       | 30–31       | Norvégia                 | San Vito al Tagliamento Játékvezetők: Alexander Smirnov, Igor Emelianov (RUS) |
| 2005. július 7. 17:30 | Alja Jankovic 8 | (15–19)     | Pia Christine Narvesen 7 | San Vito al Tagliamento Játékvezetők: Alexander Smirnov, Igor Emelianov (RUS) |
| 2005. július 7. 17:30 | 9× 4×           | Jegyzőkönyv | 5× 2×                    | San Vito al Tagliamento Játékvezetők: Alexander Smirnov, Igor Emelianov (RUS) |

## Bronzmérkőzés
| 2005. július 8. 14:30 | Dánia                     | 26–24       | Szlovénia       | San Vito al Tagliamento Játékvezetők: Vanja Dimtirijevic, Jelena Akovljevic (SCG) |
| 2005. július 8. 14:30 | Anne Katrine Ostergaard 6 | (13–12)     | Lina Krhlikar 7 | San Vito al Tagliamento Játékvezetők: Vanja Dimtirijevic, Jelena Akovljevic (SCG) |
| 2005. július 8. 14:30 | 4× 4×                     | Jegyzőkönyv | 3× 3×           | San Vito al Tagliamento Játékvezetők: Vanja Dimtirijevic, Jelena Akovljevic (SCG) |

## Döntő
| 2005. július 8. 16:30 | Oroszország  | 23–19       | Norvégia               | San Vito al Tagliamento Játékvezetők: Morten Den Madsen, Peter Den Hansen (DEN) |
| 2005. július 8. 16:30 | Anna Punko 9 | (10–10)     | Christina O'sullivan 8 | San Vito al Tagliamento Játékvezetők: Morten Den Madsen, Peter Den Hansen (DEN) |
| 2005. július 8. 16:30 | 5× 3×        | Jegyzőkönyv | 2× 3×                  | San Vito al Tagliamento Játékvezetők: Morten Den Madsen, Peter Den Hansen (DEN) |

## Végeredmény
| Helyezés | Nemzet                | M | Gy | D | V | Rg  | Kg  | Gk  | P |
| -------- | --------------------- | - | -- | - | - | --- | --- | --- | - |
| Arany    | Oroszország           | 5 | 4  | 0 | 1 | 155 | 114 | +41 | 8 |
| Ezüst    | Norvégia              | 5 | 3  | 0 | 2 | 121 | 113 | +8  | 6 |
| Bronz    | Dánia                 | 5 | 4  | 0 | 1 | 128 | 116 | +12 | 8 |
| 4.       | Szlovénia             | 5 | 3  | 0 | 2 | 156 | 126 | +30 | 6 |
|          |                       |   |    |   |   |     |     |     |   |
| 5.       | Ausztria              | 5 | 3  | 0 | 2 | 153 | 140 | +13 | 6 |
| 6.       | Ukrajna               | 5 | 2  | 0 | 3 | 138 | 140 | -2  | 4 |
| 7.       | Szerbia és Montenegró | 5 | 1  | 0 | 4 | 133 | 147 | -14 | 2 |
| 8.       | Olaszország           | 5 | 0  | 0 | 5 | 107 | 180 | -73 | 0 |

## Góllövőlista
|    | Név                   | Gól |
| 1. | Laura Magelinskas     | 45  |
| 2. | Liliya Horilska       | 41  |
| 3. | Yuliya Zaremba        | 39  |
| 4. | Anna Punko            | 34  |
| 5. | Christina O'sullivan  | 28  |
| 6. | Nina Caroline Gramann | 26  |
|    | Olga Chernoivanenko   | 26  |
| 8. | Lisa Maria Fischer    | 24  |
| 9. | Lina Krhlikar         | 23  |
|    | Mie Augustesen        | 23  |